# My December
My December is het derde studioalbum van de Amerikaanse singer-songwriter Kelly Clarkson. Het album kwam op 22 juni 2007 in Nederland uit. Clarkson bevestigde op 27 februari 2007 de albumtitel in haar dagboek op de website van haar fanclub. Lyrisch heeft ze in elk nummer van het album een aandeel gehad.

## Tracklist
1. Never Again (Clarkson/Messer) - 3:36
2. One Minute (Clarkson/Dioguardi/Maida) - 3:05
3. Hole (Clarkson/Messer/Baker/Kahne) - 3:01
4. Sober (Clarkson/Eubanks/McEntire/Messer) - 4:50
5. Don't Waste Your Time (Clarkson/Messer) - 3:35
6. Judas (Clarkson/Messer/Baker/Kahne) - 3:36
7. Haunted (Clarkson/Messer/Halbert) - 3:18
8. Be Still (Clarkson/Eubanks) - 3:24
9. Maybe (Clarkson/Messer/Eubanks) - 4:22
10. How I Feel (Clarkson/Messer/Baker/Kahne) - 3:40
11. Yeah (Clarkson/Messer) - 2:42
12. Can I Have a Kiss (Clarkson/Messer/Baker) - 3:29
13. Irvine (Clarkson/Eubanks) - 4:15
14. Chivas verborgen nummer (Clarkson/Messer) - 3:31

## Release
Het album kwam 22 juni 2007 uit. Aanvankelijk zei Clarkson dat de datum voor het album 24 juli was. Maar toen Clarkson te gast was bij het programma Jimmy Kimmel Live bevestigde ze dat My December 22 juni in de schappen zou liggen zodat haar fans de nummers uit hun hoofd konden leren voor de toer begon. Deze toer werd uiteindelijk uitgesteld. Clarkson zei dat ze niet begreep waarom er aanvankelijk voor de datum van 24 juli gekozen was.

## Geruchten over een conflict met de platenmaatschappij
Een aantal bronnen meldden dat Clive Davis, de directeur van Sony BMG, niet tevreden was met het album. Davis wilde dat Clarkson het album significant veranderde (sommige geruchten zeiden zelfs dat hij het hele album wilde schrappen en haar alles opnieuw wilde laten opnemen). Clarkson weigerde om ook maar iets te veranderen en kreeg uiteindelijk haar zin. Deze beweringen werden aanvankelijk ontkend door vertegenwoordigers van zowel de RCA als Clive Davis]. Davis zei specifiek dat Clarkson "een van de vier beste artiesten van Sony BMG" was en wilde er zeker van zijn dat ze zo behandeld werd. Clarkson echter zelf bevestigde de geruchten later tijdens een vraaggesprek met Showbiz Tonight. Toen haar gevraagd werd of Clive de datum van het album echt uit wilde stellen, zei Clarkson: "Daar werd inderdaad over gesproken. Dus eigenlijk wel." Op MTV voegde Clarkson toe: 
"Deze keer maakte iedereen er een groot punt van dat er een conflict met de platenmaatschappij is, maar dat gebeurt bij elke opname. Dit is alleen de enige keer waarover de mensen hebben gehoord, dus is het niets nieuws. Ik heb nooit een compromis met mezelf gesloten. Ik denk niet dat je dat moet doen; dan begin je je fans en geloofwaardigheid te verliezen. Ik denk dat je zeker moet blijven doen waar je van houdt, want ik ben degene die het elke avond moet zingen."
American Idol-jurylid Simon Cowell gaf zelf commentaar op de situatie in een recente uitgave van Entertainment Weekly en schoot Clarkson bij door te zeggen:

"Kelly is geen marionet; ze houdt er niet van als er tegen haar gezegd wordt at ze moet doen. Ze zou de makkelijke weg kunnen hebben genomen: luisteren naar Max Martin (de producer van "Since U Been Gone") — het is een gegarandeerd succes. Ze heeft het glashelder gemaakt dat ze zelf de muzikale richting op dit album wilde bepalen. Je moet gewoon zeggen: "Weet je wat? Dit meisje heeft ons miljoenen verkopen opgeleverd." Je moet haar die kans geven. Als het werkt is dat fantastisch. Als ze dan beslist dat ze een popalbum wil maken wil elke goede schrijver en producer met haar werken. Want Kelly zal nog 30 jaar lang succes hebben. Ze heeft op dit moment een van de beste popstemmen in de wereld. Wat ze in het Verenigd Koninkrijk, Europa en Azië verkocht had niets te maken met American Idol. Het had alles te maken met het feit dat ze een geweldig album maakte en een prachtige stem heeft. Ze is niet een meisje dat geluk had in een talentenjacht; wij hadden geluk dat we haar ontdekten.

## Releasedata
| Land                         | Datum        |
| ---------------------------- | ------------ |
| Nederland, Duitsland, Italië | 22 juni 2007 |
| Australië                    | 23 juni 2007 |
| Verenigd Koninkrijk, Polen   | 25 juni 2007 |
| Verenigde Staten, Canada     | 26 juni 2007 |

## Singles
"Never Again" was de leadsingle van My December. De single werd op 4 april 2007 op haar website aangekondigd. Het nummer ging 13 april 2007 op de radio in première en werd officieel aangekondigd door Clarkson zelf in het programma "On-Air with Ryan Seacrest". "Never Again" deed het matig in de Nederlandse Top 40 met een 23e plaats. Waarschijnlijk vanwege het succes van deze single en de opvolgers in het buitenland werden er geen verdere singles uitgebracht in Nederland.
| Single met eventuele hitnotering(en) in de Nederlandse Top 40 | Datum van verschijnen | Datum van binnenkomst | Hoogste positie | Aantal weken | Opmerkingen |
| ------------------------------------------------------------- | --------------------- | --------------------- | --------------- | ------------ | ----------- |
| Never Again                                                   | 22-06-2007            | 2-07-2007             | 23              | 6            | Alarmschijf |
| Don't Waste Your Time                                         | 24-03-2007            | -                     | -               | -            |             |

## My December Tour
Clarkson kondigde op haar website aan dat de My December Tour op 11 juli zou beginnen in Portland (Oregon). De toer vermeldde 37 optredens in plaatsen in de Verenigde Staten en Canada. Mat Kearney zou het startschot voor haar geven. Op 14 juni 2007 werd bekend dat de toer was geannuleerd.